# Del Reeves
Franklin Delano Reeves (Sparta (North Carolina), 14 juli 1932 – Centerville (Tennessee), 1 januari 2007) was een Amerikaanse countryzanger die in de jaren zestig grote bekendheid genoot.
Hij was vernoemd naar de latere Amerikaanse president Franklin Delano Roosevelt die net een paar dagen voordat hij werd geboren door de Democratische Partij als hun presidentskandidaat was verkozen.
Reeves had diverse hits zoals "Girl on the billboard", "The belles of the southern belle" en "Women do funny things to me".
Hij zong niet alleen maar hield tussendoor ook kleine (humoristische) toespraakjes waarbij hij diverse imitaties deed zoals van countryzanger Johnny Cash en acteur Jimmy Stewart.
Van 1966 tot 2002 was hij verbonden aan Grand Ole Opry, het oudste countryprogramma van Amerika dat vanuit Tennessee op radio en tv wordt uitgezonden.
Del Reeves overleed op 74-jarige leeftijd aan de gevolgen van een longemfyseem.
- Bibliothèque nationale de France: cb14219559g (data)
- Gemeinsame Normdatei: 134614992
- International Standard Name Identifier: 0000 0001 0994 6319
- Library of Congress Control Number: n94079828
- MusicBrainz: cf6560a1-7f24-4818-b388-0415938e2a45
- Nationale Bibliotheek van Tsjechië: mzk2005290037
- SNAC: w6g602gb
- Virtual International Authority File: 84628806
- WorldCat: E39PBJmHKQFMcX7FmXHkBj3vpP